# 일곱 아이
〈일곱 아이〉(일본어: 七つの子, ななつのこ)는 일본의 동요이다. 노구치 우조(野口雨情)가 가사를 썼으며, 모토오리 나가요(本居長世)가 작곡을 한 노래로, 일본의 동요 중 가장 널리 알려진 곡 중 하나이다. 1921년에 아동문학잡지인 금의 배(金の船) 7월호를 통해 발표되었다. 우조의 고향인 이바라키현 기타이바라키시에 소재한 이소하라역에서는 발차음으로 사용되기도 한다.

## 가사
烏　なぜ啼くの
烏は山に
可愛い七つの
子があるからよ
可愛　可愛と
烏は啼くの
可愛　可愛と
啼くんだよ
山の古巣へ
行つて見て御覧
丸い眼をした
いい子だよ
(1995년에 저작권이 만료)

## 일곱의 수수께끼
가사 속에 까마귀가 들어가서 그런지 "일곱(七つ)"이라는 말이 까마귀 7마리를 가리킨다는 말도 있고 또한 7세를 가리킨다는 말이 있으나 정확한 뜻은 알 수 없으며, 그 때문에 논쟁이 일어난다.
이러한 수수께끼는 천재 야나기사와 교수의 생활이라는 작품을 통해 다루어 지고 있으나, 거기에서도 확실한 결론은 나오지 않고 있다.